# لیو دیانزو
لیو دیانزو (انگلیسی: Liu Dianzuo؛ زادهٔ ۲۶ ژوئن ۱۹۹۰) بازیکن فوتبال اهل چین است.
از باشگاه‌هایی که در آن بازی کرده‌است می‌توان به باشگاه فوتبال گوانگژو و باشگاه فوتبال گوانگ‌ژو سیتی اشاره کرد.
وی همچنین در تیم ملی فوتبال چین بازی کرده‌است.